# Nationalfågel
Nationalfågel är en fågel som valts ut att symbolisera en nation. Fågeln användas i marknadsföring både för landet men även av företag och sammanhang som vill förknippas med landet. Fågeln är ofta karaktäristisk för landets fågelfauna men kan även vara kopplat till landet genom exempelvis historia eller mytologi. I flera länder har nationalfågeln valts genom omröstningar, ibland initierade av fågelorganisationer som ett sätt att sätta fokus på djur och natur.

## Afrika
- Angola: rödkronad turako[1]. Vissa källor uppger pilgrimsfalk[2] och även praktfregattfågel[3].
- Elfenbenskusten: Vitkindad turako[4]
- Sydafrika: paradistrana[5]

## Asien
- Bahrain: Vitkindad bulbyl[6]
- Bangladesh: orientshama[7]
- Bhutan: korp
- Kambodja: jätteibis
- Filippinerna: apörn

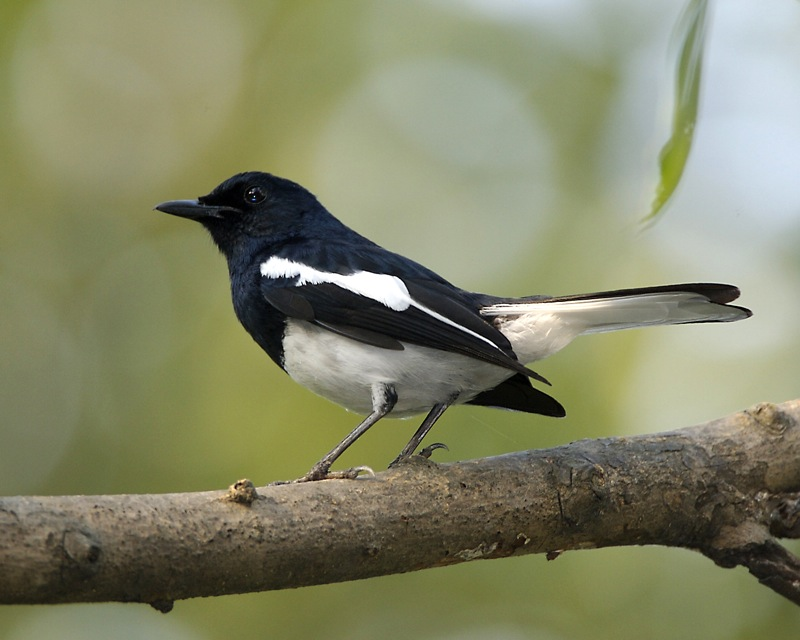
Orientshama är nationalfågel i Bangladesh.

- I Indien är påfågeln sedan 1963 landets nationalfågel. Den lär ha valts på grund av sin utbredning inom landet, liksom för sin koppling till nationella myter och legender.[8]
- Israel: härfågel
- Japan: grön fasan
- Sydkorea: skata av underarten sericea[9]
- Pakistan: berghöna och pilgrimsfalk[10]
- Turkiet: rödvingetrast

## Europa

### Danmark
I Danmark utsåg Undervisningsministeriet sånglärka till landets nationalfågel. 1984 valdes dock knölsvan till ny nationalfågel för Danmark, efter en tittaromröstning i dansk TV i samband med programmet Dus med dyrene.

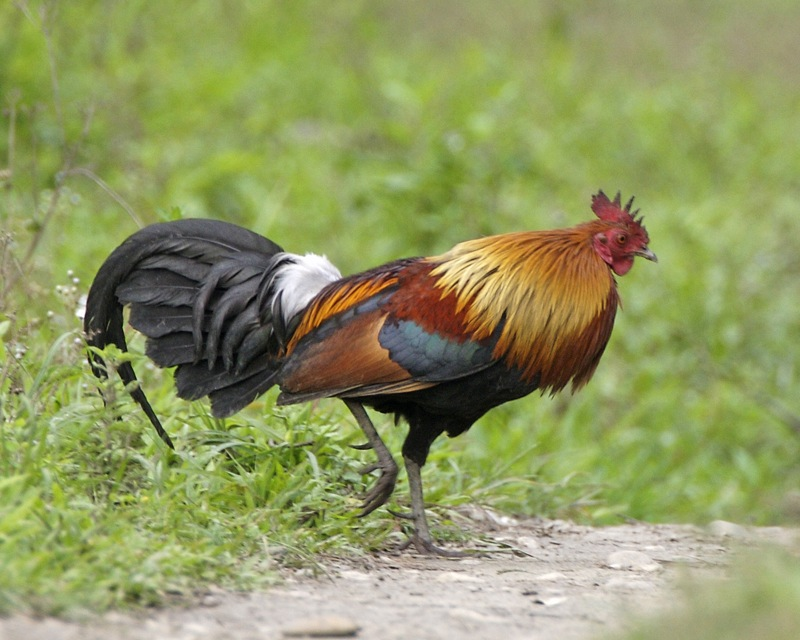
Den "galliska tuppen", är Frankrikes symboldjur nummer ett.

### Frankrike
Frankrikes nationalsymbol har sedan tidigt 1800-tal varit den "galliska tuppen" (coq gaulois). Det har sina rötter bland renässansens kungar ur Valois- och Bourbon-ätterna, vilka ofta hade tuppen som en kunglig eller fransk symbol. Namnlikheten mellan Gaule (Gallien) och släktnamnet gallus var en del av förklaringen.
I samband med franska revolutionen formaliserades symboliken på allvar, där tuppen även kom att symbolisera vaksamhet. Tuppsymbolen syntes i tryckt material hos Direktoriet, på medaljer och på ett mynt. Napoleon I ansåg dock att tuppen inte passade som symbol för ett kejsardöme som det franska, men symboliken återkom från och med 1817 och genom militärt direktiv i samband med 1830 års franska revolution.

### Storbritannien
Storbritannien sällade sig till de länder som 2015 röstade fram sin nationalfågel för första gången. Den brittiska kampanjen startades 2014 av ornitologen David Lindo. 11 juni 2015 presenterades resultatet av omröstningen, som totalt samlade 224 000 röster via Internet, valurnor på landets skolor och via post. I den slutliga omröstningen mars–maj 2015 deltog tio olika fågelarter, vilka i en tidigare omröstning valts ut via en preliminär lista på 60 fåglar.
Vinnaren i omröstningen blev rödhaken (engelska: robin), med över 34 procent av avlagda röster. Sista omröstningsdagen var 7 maj 2015 – samma dag som valet till parlamentet.

#### Omröstningsresultat[14]
1. Rödhake (34 %)
2. Tornuggla (12 %)
3. Koltrast (11 %)
4. Gärdsmyg
5. Röd glada
6. Kungsfiskare
7. Knölsvan
8. Blåmes
9. Blå kärrhök
10. Lunnefågel

### Sverige
1962 utsågs koltrast till Sveriges nationalfågel, efter en omröstning arrangerad av Dagens Nyheter, Nordiska museet, Skansen och Sveriges Ornitologiska Förening (SOF). Knapp tvåa i omröstningen, där cirka 5 000 DN-läsare (i första hand från Mälardalsområdet) deltog, blev domherren.
Misstankar om att omröstningen bland annat varit starkt huvudstadscentrerad ledde till att Birdlife Sverige (tidigare SOF) år 2015 arrangerade en ny omröstning. Totalt 40 av Sveriges 250 häckande arter valdes ut som kandidater. Via omröstningar sållades tio av dessa arter sedan ut till en slutomröstning.
I 2015 års slutomröstning deltog nästan 55 000 personer, varav knappt 13 000 lade sin röst på den vinnande koltrasten. I finalomröstningen hamnade skata på andra plats, blåmesen som trea och korpen som fyra. Därefter följde havsörn, domherre, sädesärla, rödhake, talgoxe och bofink. Totalt deltog cirka 75 000 röstande i de fyra omröstningsomgångarna. Ingen av Sveriges vanligaste fåglar (bofinken är näst vanligast, rödhaken tredje vanligast) hamnade bland de mest framröstade fågelarterna.

### Listning

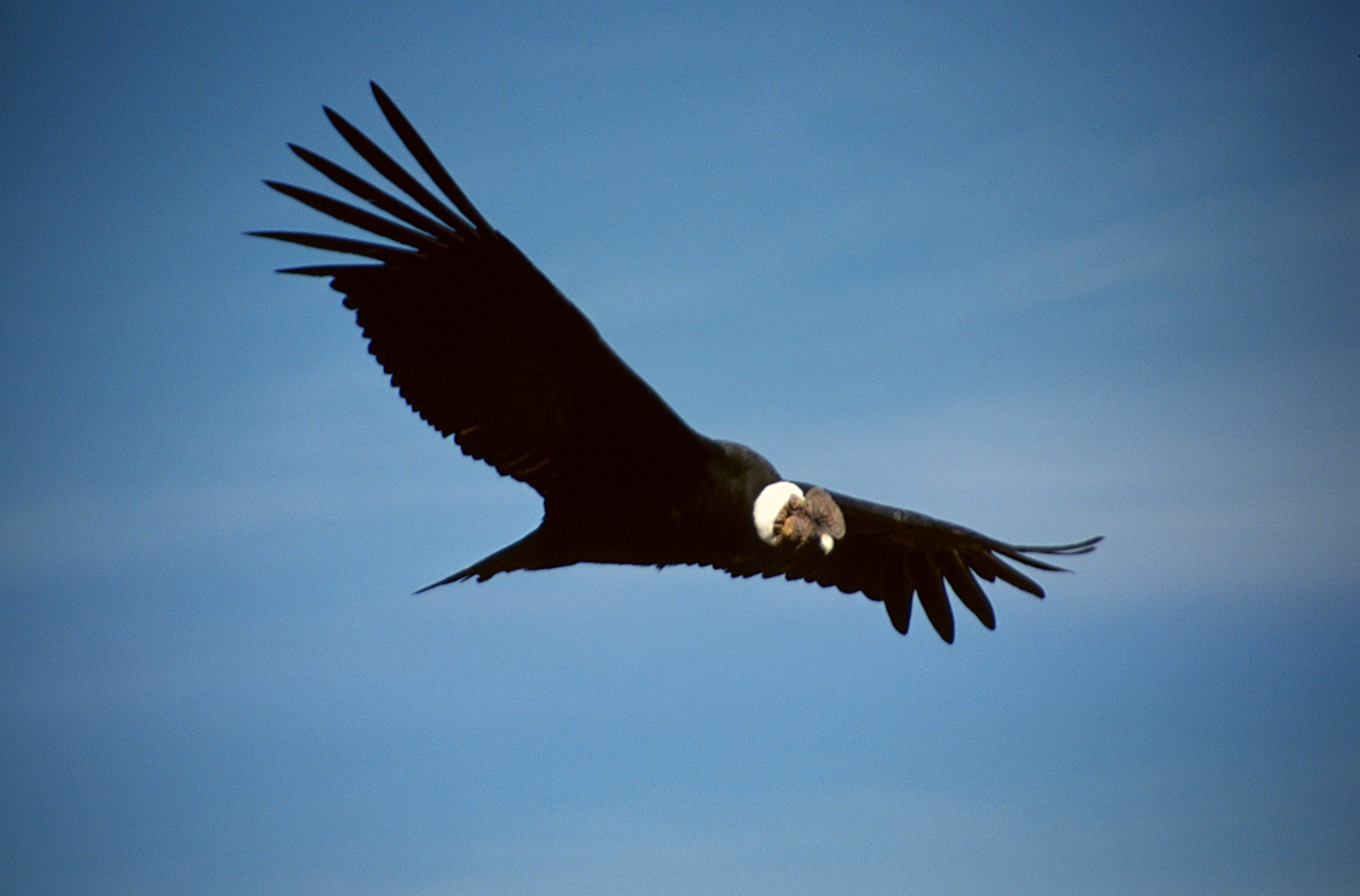
Kondoren är nationalfågel i bland annat Bolivia, Chile, Colombia och Ecuador.

- Albanien: Kungsörn[19]
- Armenien: Örn (ej specificerad art)[20]
- Belgien: tornfalk
- Danmark: knölsvan
- Estland: ladusvala
- Finland: sångsvan
- Frankrike: tupp
- Färöarna: strandskata
- Grekland: minervauggla
- Island: jaktfalk
- Lettland: sädesärla
- Luxemburg: kungsfågel
- Norge: strömstare
- Polen: havsörn
- Portugal: tupp
- Skottland: kungsörn
- Spanien: ormörn
- Storbritannien: rödhake
- Sverige: koltrast[18]
- Tyskland: förbundsörnen (ej specificerad art)
- Ukraina: sydnäktergal
- Ungern: Turul (mytologi) (en mytologisk falk eller hök och inte en faktisk art)[21]
- Österrike: Ladusvala[22]

## Nord- och Centralamerika

### Costa Rica
Lerfärgad trast (lokalt känd som yigüirro)  valdes i januari 1977 till Costa Ricas nationalfågel, under Daniel Oduber Quirós regering. Den valdes delvis på grund av sin vackra sång, som förebådar regntiden.

### Guatemala
Guatemalas nationalfågel är den långstjärtade och brokigt färgade quetzalen. Fågelns roll som nationell symbol har stärkts genom att quetzal även blivit namn på landets valuta.

### Kanada
I Kanada förekommer mer än 450 olika fågelarter. Ett officiell utnämnande av Kanadas nationalfågel skedde dock först i november 2016 efter att ett nationalfågelprojekt genomförts av Royal Canadian Geographical Society och tidningen Canadian Geographic. Efter en omröstning med cirka 50 000 deltagare utnämndes Grå lavskrika till Kanadas nationalfågel.
Organisationen bakom projektet ville att Kanadas regering skulle förklara vinnaren som officiell nationalfågel för Kanada inför konstitutionens 150 års jubileum 2017. Regeringen gjorde dock inte det, varför Kanadas nationalfågel inte är officiellt erkänd.

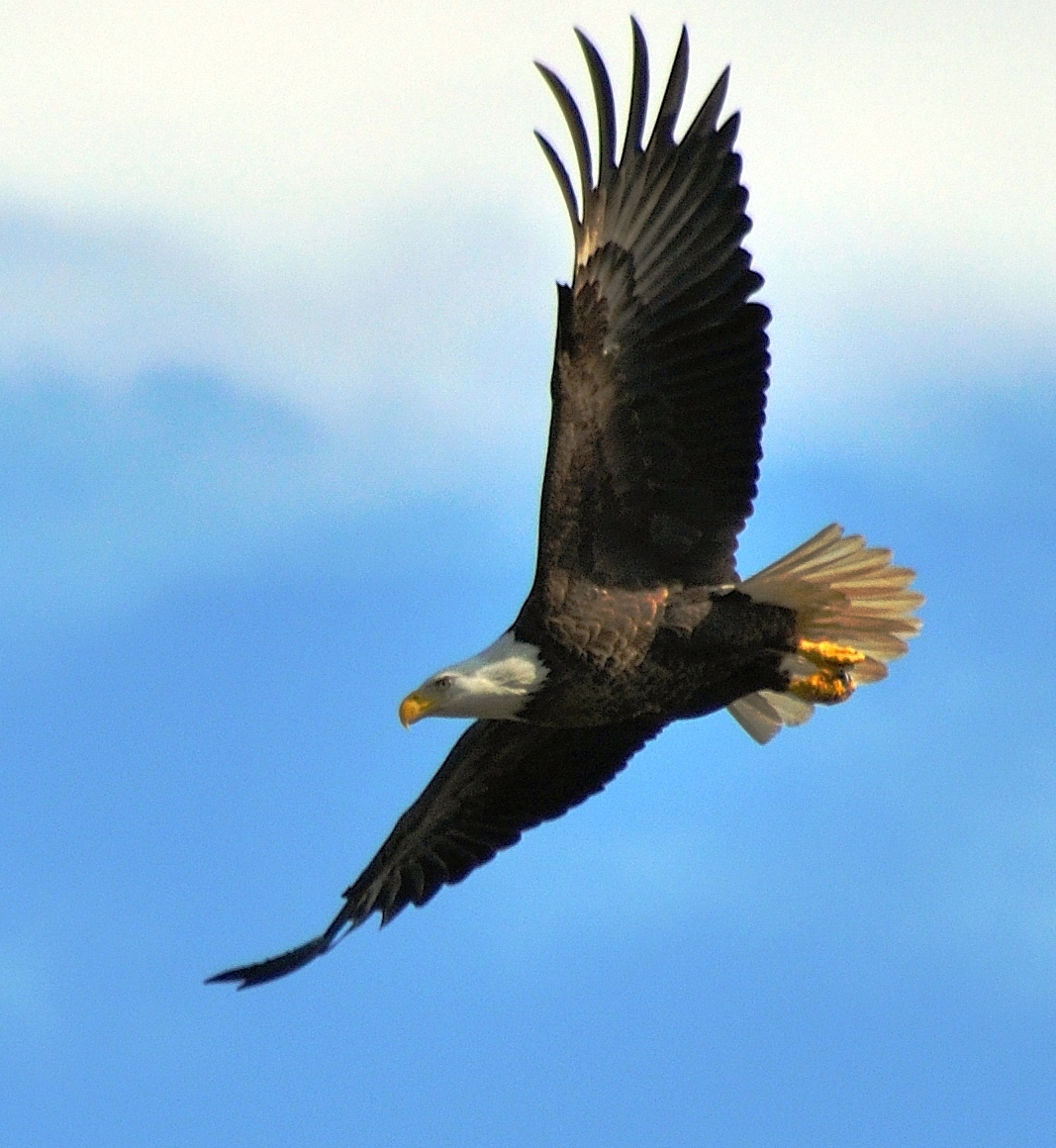
Vithövdad havsörn är USA:s nationalfågel.

### USA
USA:s nationalfågel har sedan 1782 varit vithövdad havsörn. Detta år blev den inofficiell symbol, i och med att den då presenterades som del av USA:s officiella emblem. Officiellt blev den vithövdade havsörnen antagen som nationell symbol först 1787.
Ett förslag till nationalfågel som förkastades var kalkon, en fågel starkt kopplad till Thanksgiving-traditionen. Kalkonförslaget framlades av Benjamin Franklin.

### Listning
- Anguilla: zenaidaduva[31]
- Antigua: praktfregattfågel[32]
- Aruba: prärieuggla
- Bahamas: flamingo
- Belize: svaveltukan
- Bermuda: vitstjärtad tropikfågel
- Costa Rica: lerfärgad trast
- Grenada: grenadaduva
- Guatemala: quetzal
- Kanada: (röstning ej klar)
- Nicaragua: rödbrun motmot
- Panama: harpyja
- USA: vithövdad havsörn

## Sydamerika

### Brasilien
I Brasilien förekommer mer än 1 800 fågelarter, och sedan 1968 firas 5 oktober som "Fågelns dag". 2003 valdes rostbukig trast (portugisiska: Sabiá-laranjeira) till landets nationalfågel, främst på grund av att den ofta förekommer i folkkulturen.

### Övriga länder
Flera länder Sydamerika har valt kondoren till nationalfågel. Detta inkluderar Bolivia, Chile, Colombia och Ecuador.

### Listning
- Argentina: Haciendahornero
- Bolivia: Kondor
- Brasilien: Rostbukig trast
- Chile: Kondor
- Colombia: Kondor
- Ecuador: Kondor
- Peru: Andinsk klippfågel[35]
- Uruguay: Sydamerikansk vipa[36]

## Oceanien
- Australien: Emu, förekommer på Australiens nationella emblem, vid sidan av kängurun.[8]
- Nya Kaledonien: Kagu
- Nya Zeeland: Kivier